# Pascal Kalemba
Pascal Lukoki Kalemba (Kinshasa, 26 febbraio 1979 – Kinshasa, 27 novembre 2012) è stato un calciatore della Repubblica Democratica del Congo, di ruolo portiere.

## Carriera

### Club
Ha giocato nel massimo campionato congolese e gabonese.

### Nazionale
Ha esordito con la Nazionale nel 2001, giocando 25 partite sino al 2006.